# إيرل بينيت
إيرل بينيت (بالإنجليزية: Earl Bennett) هو لاعب كرة قدم أمريكية أمريكي، ولد في 23 مارس 1987 في برمنغهام في الولايات المتحدة.

## وصلات خارجية
- إيرل بينيت على موقع مرجع كرة القدم المحترفة.كوم (الإنجليزية)